# Jakub Świnka

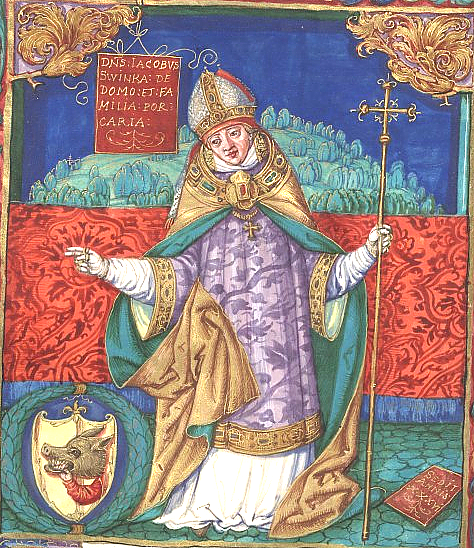
Jacobus Swinka

Wappen einer Linie der Familie Swinka

Jakub Świnka († 4. März 1314) war ein polnischer Geistlicher der römisch-katholischen Kirche und ab 1283 Erzbischof von Gnesen.

## Leben
Über die genaue Herkunft Jakub Świnkas ist nichts Näheres bekannt, die Namen seiner Eltern sind nicht überliefert. Er und seine Brüder Sułek und Jan gehörten einem Rittergeschlecht vom Wappenstamm Świnka (deutsch Schweinchen) an, daher sein Name. Nach 12-jähriger Sedisvakanz des erzbischöflichen Stuhls wurde Jakub Świnka durch päpstliche Nominierung am 19. Dezember 1283 zum Erzbischof von Gnesen geweiht. Er berief mehrere Synoden zur Wiederherstellung der Disziplin im Erzbistum ein (1285, 1290, 1298, 1306, 1309), drängte den Einfluss ausländischer (insbesondere deutscher) Kleriker zurück und förderte die Besetzung kirchlicher Ämter mit Polen. Aktiv griff er in Fehden der polnischen Teilherzogtümer und Bischöfe ein, unterstützte Thomas II., Bischof von Breslau, und wandte sich im Krakauer Aufstand des Vogtes Albert gegen Johann Muskata, den Bischof von Krakau. Er krönte 1295 Herzog Przemysław II. von Großpolen und Pomerellen zum König Polens und nach dessen Tod, 1300, Wenzel II. von Böhmen. Anschließend unterstützte er Herzog Władysław I. Ellenlang von Kujawien bei der Zurückdrängung der böhmischen Herrschaft in Polen (1300–1305/1306).